# Special Education
«Special Education» (рус. Специальное образование) — девятый эпизод второго сезона американского музыкального телесериала «Хор», показанный телеканалом Fox 30 ноября 2010 года. В эпизоде хор школы МакКинли «Новый горизонты» соперничает в отборочных соревнованиях с хором «Стиляги» и хором академии Далтон «Соловьи», имея дело с внутренней конкуренцией внутри коллектива. В эпизоде Курт Хаммел появляется уже в качестве студента академии Далтон, где присоединяется к их хору. С уходом Курта «Новым горизонтам» приходится искать двенадцатого члена коллектива, чтобы не потерять право участвовать в конкурсе. Между тем Эмма сообщает Уиллу, что вышла замуж за Карла Хауэлла.
В эпизоде прозвучали кавер-версии шести песен, которые были выпущены в качестве цифровых синглов и занимали места в Billboard Hot 100. Композиции «Valerie» и «(I’ve Had) The Time of My Life» вошли в альбом Glee: The Music, Volume 4, а «Hey, Soul Sister» — в Glee: The Music Presents the Warblers.

## Сюжет
С уходом Курта (Крис Колфер) в академию Далтон хору «Новые горизонты» необходим ещё один человек во избежание потери права участвовать в отборочных. Руководитель хора Уилл Шустер (Мэтью Моррисон) даёт задание Паку (Марк Саллинг) найти нового члена хора, надеясь на его способность убеждать людей. Он предлагает вступить в хор своим товарищам по футбольной команде, но те запирают Пака внутри туалета на несколько часов. На следующий день его освобождает Лоурен Зайзис (Эшли Финк) и соглашается вступить в хор взамен на ежедневную поставку упаковок со сладостями.
Уилл приглашает Эмму Пилсберри (Джейма Мейс) сопровождать его на отборочных. Она соглашается и предлагает ему выбрать в качестве лидирующих исполнителей других хористов, а не Финна (Кори Монтейт) и Рейчел (Лиа Мишель), которые традиционно исполняют сольные партии. Уилл сообщает, что один из номеров на отборочных исполнят победители в конкурсе дуэтом Куинн (Дианна Агрон) и Сэм (Корд Оверстрит), что расстраивает Финна и Рейчел. Кроме этого, Уилл решает поставить танцевальный номер с Бриттани (Хизер Моррис) и Майком (Гарри Шам-младший) как с лучшими танцорами коллектива. Узнав, что ей придётся танцевать главную партию, Бриттани начинает нервничать. Чтобы её приободрить, ей бойфренд Арти (Кевин Макхейл) даёт ей «волшебную расчёску», которая якобы повышает уверенность в себе. Бриттани и Майк начинают проводить много времени вместе, репетируя танец, и Тина (Дженна Ашковиц), подруга Майка, начинает подозревать, что у них развивается роман. Арти задаёт Бриттани вопрос о Майке, и она признаётся, что избегала Арти из-за того, что потеряла его «волшебную расчёску». Арти говорит ей, что расчёска была обычной, и Бриттани прекрасно исполнит номер и без неё.
Курт впервые знакомится с хористами академии Далтон. Он узнаёт, что, так как у них нет руководителя, сет-лист выбирают несколько старшеклассников, а новичкам предлагается пройти прослушивание. Курт изъявляет желание продемонстрировать им свои вокальные способности и идёт за советом по выбору песни к Рейчел. Она советует ему «Don’t Cry for Me Argentina» из мюзикла «Эвита». Несмотря на успешное исполнение, Курт не получает сольную партию, а его друг Блейн (Даррен Крисс) советует ему попробовать вписаться в коллектив, а не выделяться.
Сантана (Ная Ривера) рассказывает Рейчел, что она переспала с Финном в прошлом году. Рейчел устраивает скандал Финну о его лжи, что у них с Сантаной ничего не было. Они обращаются за советом к Эмме Пилсберри, но та вместо того, чтобы рассудить их, понимает, что она не должна ехать на отборочные с Уиллом, чтобы не обидеть своего бойфренда Карла (Джон Стэймос), с которым она планирует лететь на выходных в Лас-Вегас.
На отборочных первым выступает хор пенсионеров «Хипстеры»; вторыми — «Соловьи» академии Далтон поют «Hey, Soul Sister» с Блейном в качестве солиста. «Новые горизонты» окончательно рассорились между собой: Рейчел не хочет петь с Финном, Арти — с Бриттани, Тина — с Майком. Несмотря на это, они выходят на сцену: Куинн и Сэм поют «(I've Had) The Time of My Life», а Сантана — «Valerie», во время исполнения которого Бриттани и Майк танцуют танец. В итоге первое место делят «Новые горизонты» и «Соловьи», и оба получают право представлять город на региональных соревнованиях.
Эмма сообщает Уиллу, что они с Карлом поженились в Лас-Вегасе. Уилл шокирован, однако, рад за неё. Финн бросает Рейчел, когда после его признания она рассказывает ему, что целовалась с Паком. В финале хористы поют «Dog Days Are Over», чтобы отпраздновать свою победу, а сольные партии исполняют Тина и Мерседес (Эмбер Райли).

## Реакция
Эпизод получил смешанную реакцию критиков. Положительную рецензию выпустил журнал The Atlantic, где рецензенты Кевин Фэлон и Патрик Бёрнс назвали эпизод «лучшим за весь сезон», а Меган Браун — «самым конкурентоспособным эпизодом на сегодняшний день». Али Семигран из MTV также похвалил серию, отметив, что она напоминает эпизоды первого сезона, а также что шоу «продолжает держать отличную форму».
Джеймс Понивозик из Time назвал эпизод «ничем не захватывающим», но добавил, что шоу расширилось настолько, что в центре внимания стали появляться даже изначально второстепенные персонажи, и даже такой, как Бриттани. Тодд ВанДерВерфф из The A.V. Club и Бобби Хакинсон из Houston Chronicle оценили эпизод положительно — ВанДерВерфф поставил оценку В+ — и как и Эрика Футтерман из Rolling Stone отметили, что шоу по-прежнему рассказывает о группе детей, которые любят петь и танцевать, и, возможно, с кучей дурацких приключений на стороне, но это не делает его менее сильным или цепляющим. ВанДерВерфф также отметил тот факт, что «Новые горизонты» и «Соловьи» связываются всё ближе, это, вероятно, означает, что создатели готовят зрителя к новой сюжетной линии.